# Jean de France (1366)
Pour les articles homonymes, voir Jean de France.
Titre
Dauphin de Viennois
7 juin 1366 – 21 décembre 1366
(6 mois et 14 jours)
Jean de France, dauphin de Viennois, né le 7 juin 1366 à Vincennes et mort le 21 décembre 1366 dans cette même ville, est l'un des fils du roi Charles V de France et de Jeanne de Bourbon.

## Biographie
Jean est le premier fils et le troisième enfant de Charles V de France et de son épouse Jeanne de Bourbon. Il voit le jour le 7 juin 1366 au château de Vincennes et est prénommé Jean lors de son baptême, probablement en hommage à son grand-père paternel Jean II le Bon, décédé en 1364. Titré dauphin de Viennois dès sa naissance, Jean est appelé à succéder à son père sur le trône de France après sa mort.
La naissance du dauphin, premier enfant du couple royal à naître après son avènement sur le trône le 8 avril 1364, survient après plusieurs années de tensions entre Charles V et Jeanne de Bourbon. En effet, leurs précédents enfants, Jeanne et Bonne, sont morts en bas âge, et Charles V a passé les années précédant son avènement au trône davantage auprès de sa maîtresse Biette de Casinel que de son épouse.
Certaines rumeurs imputent la paternité du dauphin Jean au poète poitevin Hippolyte de Saint-Alphon, qui aurait fait tomber Jeanne de Bourbon sous son charme lors d'une chasse à courre. Ainsi, la mort prématurée de l'enfant quelques mois après sa naissance résulterait non pas de causes naturelles, mais de l'implication de certaines personnes de la cour ne voulant pas prendre le risque que la couronne revienne à un bâtard.
Le dauphin Jean ne montera jamais sur le trône de France, puisqu'il meurt prématurément le 21 décembre 1366 à Vincennes, à l'âge de six mois. Après sa mort, son corps est acheminé vers la basilique Saint-Denis, où il est inhumé en la nécropole royale. Sa mort peine profondément le couple royal et le prive d'un héritier, mais Jeanne de Bourbon réussit à accoucher deux ans plus tard d'un autre fils : il s'agit du futur Charles VI.